# Nicholsina
Nicholsina (Synonym: Xenoscarus Evermann & Radcliffe 1917) ist eine Gattung der Papageifische. Es gibt drei Arten, die im östlichen und westlichen Atlantik, inklusive der Karibik und im östlichen Pazifik vorkommen.

## Merkmale
Nicholsina-Arten haben einen mäßig hochrückigen, mit großen Schuppen bedeckten Rumpf und ein nach vorne steil abfallendes Kopfprofil. Die Zähne in beiden Kiefern werden fast vollständig von den Lippen verdeckt. Auf der Prämaxillare liegen vorne 2 bis 4 Reihen eckzahnartige (caniniformer) Zähne, dahinter eine einzelne Reihe kleiner, konischer Zähne. Der Unterkiefer ist mit 3 bis 5 Reihen flacher, schneidezahnartiger (incisiformer) Zähne besetzt. An den vorderen Nasenöffnungen befindet sich ein kleiner fleischiger Hautlappen. Die Kiemenhäute sind breit am Isthmus befestigt. Die Anzahl der Kiemenrechen liegt bei 12 bis 13. Die Brustflossen werden von 13 Flossenstrahlen gestützt. Die Stacheln der Rückenflosse sind flexibel. Vor dem vordersten Rückenflossenstachel liegen 4 Schuppen, selten auch 5. Auf den Wangen befindet sich eine Schuppenreihe. 

## Lebensraum

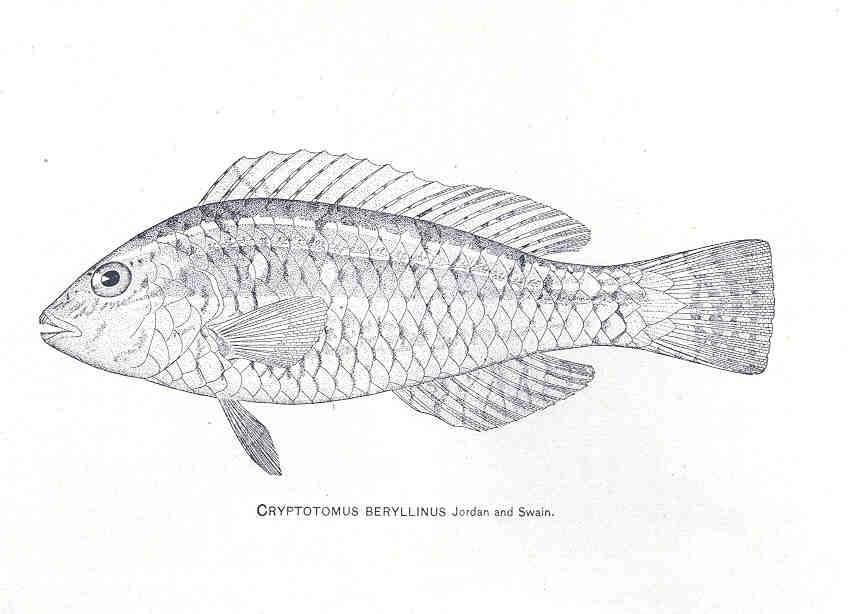
Nicholsina usta, die Typusart der Gattung

Nicholsina-Arten leben in Felsriffen in Tiefen bis zu 80 Metern und in Seegraswiesen.

## Arten
Zur Gattung Nicholsina gehören 3 Arten:
- Nicholsina collettei Schultz, 1968
- Nicholsina denticulata (Evermann & Radcliff, 1917)
- Nicholsina usta (Valenciennes in Cuvier & Valenciennes, 1840)

## Systematik
Nicholsina wurde 1915 durch den US-amerikanischen Zoologen Henry Weed Fowler als Untergattung von Cryptotomus eingeführt, wird heute aber als eigenständige Gattung klassifiziert. Die Gattung wurde nach John T. Nichols benannt, einem Ichthyologen, der am American Museum of Natural History tätig war. Nicholsina und Cryptotomus stehen in einem Schwesterverhältnis zueinander und lassen sich nicht durch abgeleitete Merkmale voneinander unterscheiden.